# Lago de Hourtin y Carcans

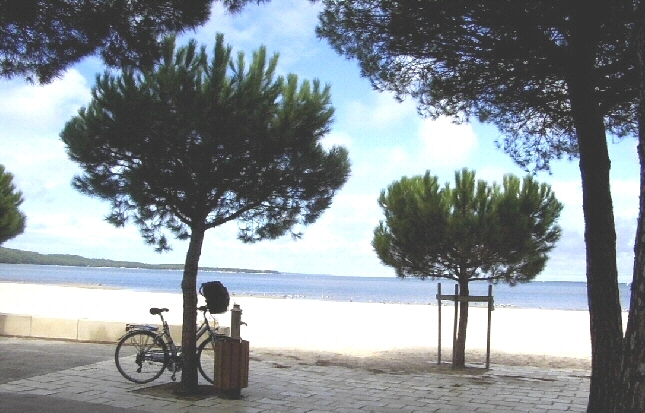
Vista del lago de Hourtin y Carcans.

El lago de Hourtin y Carcans es un lago de Francia, situado en el departamento de Gironda. Es el lago natural más grande que está enteramente en Francia (es mayor el lago de Ginebra, que es compartido con Suiza). Se extiende de norte al sur, paralelo a la costa del océano Atlántico. Tiene una longitud de 18 km y una anchura máxima de 5 km.

## Historia
Le Contaut, en el extremo septentrional del lago, acogió una importante base de hidroaviones. Esta base se convirtió más tarde en un centro de incorporación de la Marina nacional. Actualmente esta base es objeto de un proyecto de gran reconversión en complejo turístico.
- Datos: Q1535929
- Multimedia: Lac de Carcans-Hourtin / Q1535929